# 市川大門站
市川大門站（日语：／ Ichikawadaimon eki */?）是位於山梨縣西八代郡市川三鄉町市川大門423番1號，東海旅客鐵道（JR東海）的身延線車站。包含特急「富士川」在內所有定期列車均停站。

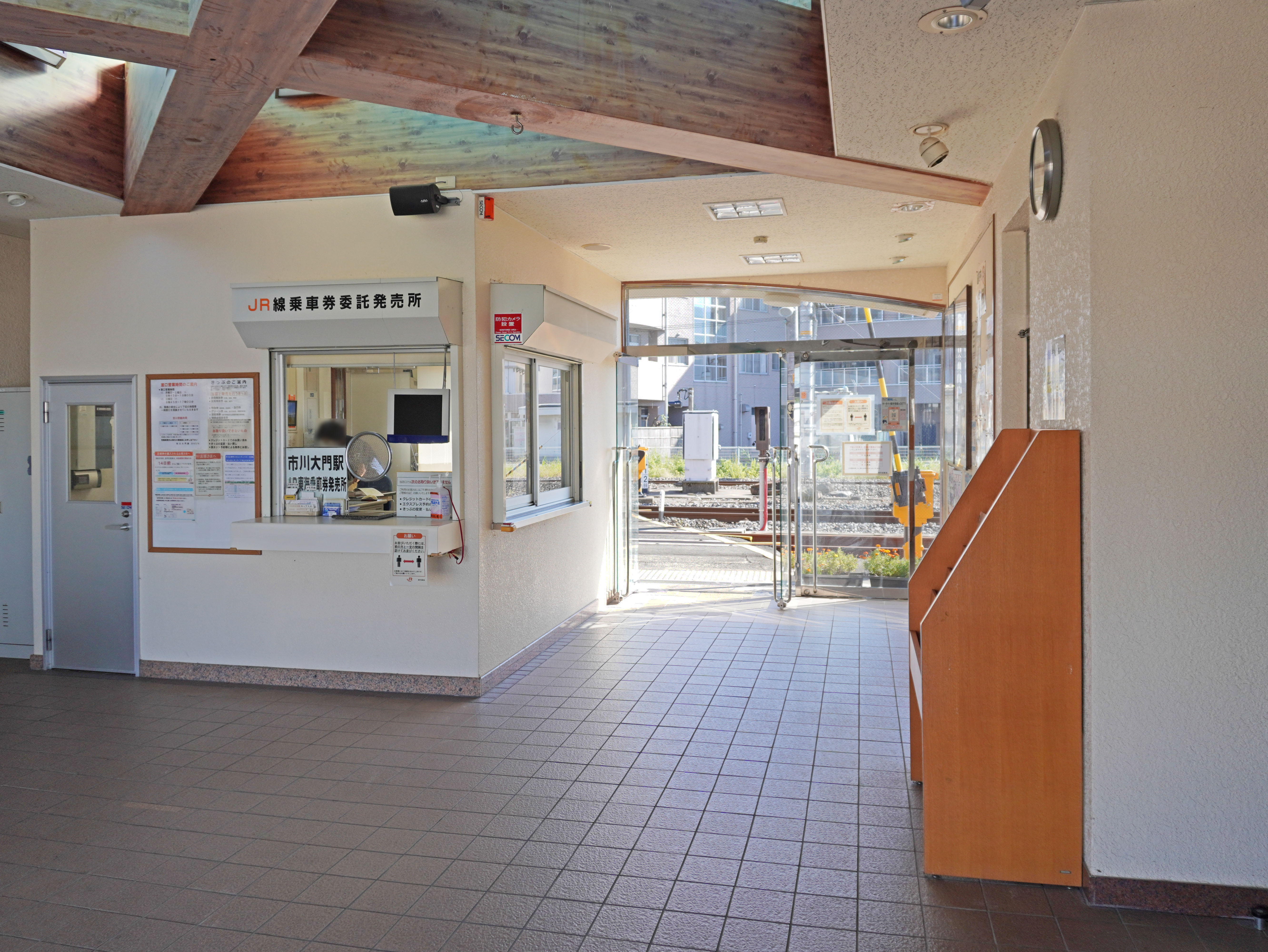
檢票口（2022年10月）

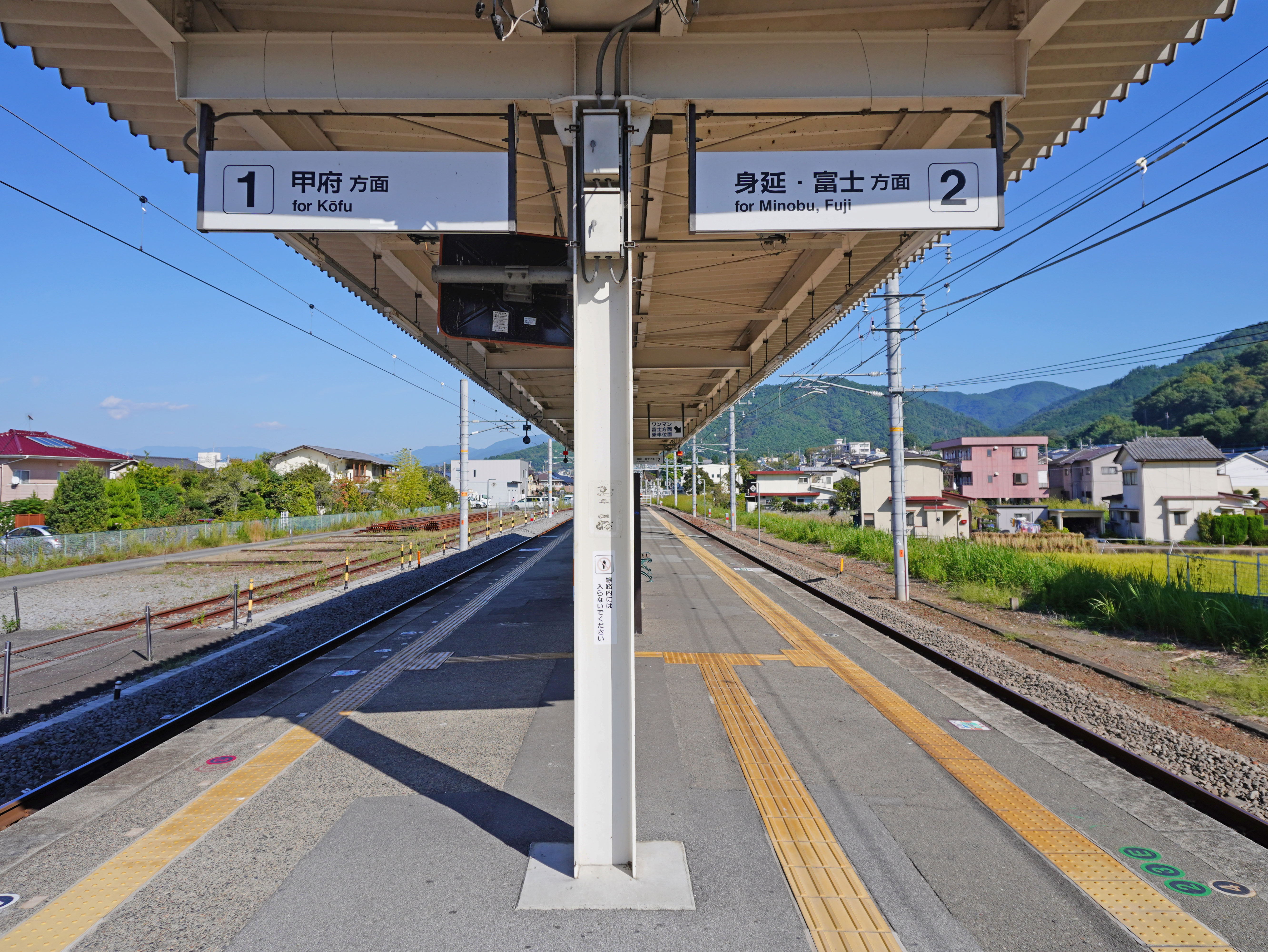
1號與2號月臺（2022年10月）

## 歷史
- 1927年（昭和2年）12月17日：富士身延鐵道身延至此站之間開通，此終點站啟用[1]。為一般車站。
- 1928年（昭和3年）3月30日：富士身延鐵道線此站至甲府站之間開通[1]。
- 1938年（昭和13年）10月1日：富士身延鐵道借給鐵道省使用，成為身延線[1]。
- 1941年（昭和16年）5月1日：富士身延鐵道正式國有化[1]。
- 1974年（昭和49年）10月1日：結束貨物起卸業務。
- 1985年（昭和60年）4月1日：成為無人車站。
- 1987年（昭和62年）4月1日：伴隨國鐵分割民營化，車站由東海旅客鐵道（JR東海）營運[1]。
- 1995年（平成7年）10月15日：車站大樓翻新為中式風格。
- 2006年 （平成18年） 4月3日：增穗町社區巴士（現時：富士川町社區巴士）開始駛入此站。連接此站與山梨縣立增穗商業高等學校（日语：山梨県立増穂商業高等学校）（現時行走區間延長至鰍澤口站）。
- 2013年 （平成25年） 4月1日：成為簡易委託車站，委托市川三鄉町負責車站業務[2]。

## 車站構造

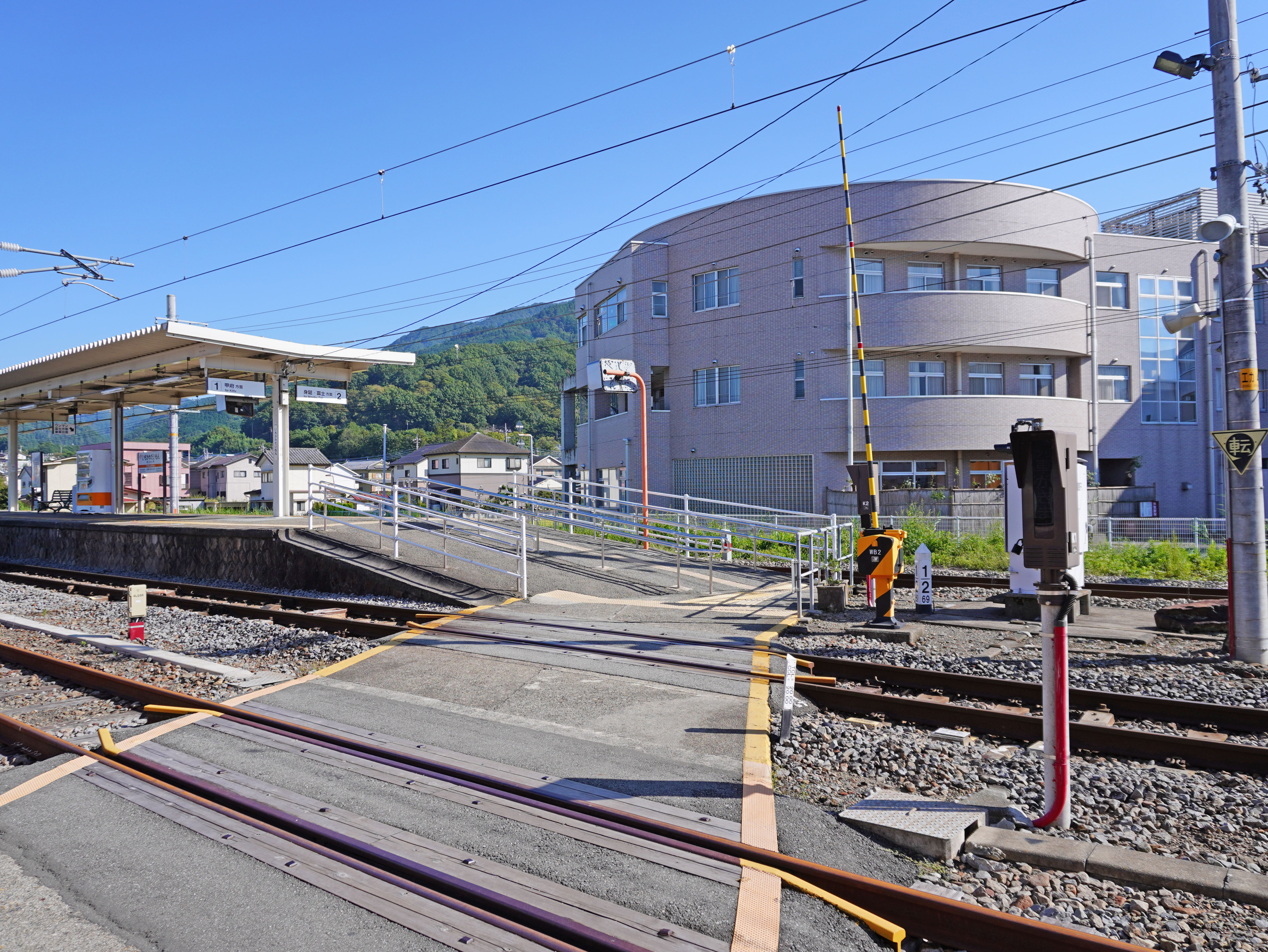
平交道（2022年10月）

車站是一座地面車站，設有1面2線的島式月台和1條側線。車站大樓位於車站北邊。靠邊車站大樓的月台是1號月台（甲府方向），對面是2號月台（富士方向）。在車站大樓與1號月台之間為側線。月台靠近鰍澤口一方設有斜道連接站內平交道（設有遮斷機和警報機），越過平交道後便進入車站大樓。
現時的車站大樓在1995年（平成7年）10月15日竣工，為一座混凝土建造的建築物。為了配合1994年（平成6年）市川大門町（當時）內的大門碑林公園，大樓是一座中式風格建築物。大樓內設有市川大門下地區公民館和候車室。公民館內設有烹調實習室和只讓町民使用的浴室，一般乘客只可使用候車室。在候車室內一邊為市川大門下地區公民館的入口。基本上，公民館佔用車站大樓1樓部分位置與2樓全層。
此站是由南甲府站管理的簡易委託車站。在2013年4月1日起，委托了市川三鄉町負責車站業務。但是，此站購買車票時不能使用信用卡，如需使用信用卡購買車票，需要在東花輪站購買。此站沒有自動售票機。
此站的委托業務範圍只限售票車票，沒有檢票業務，因此一人控制列車會以無人車站的標準停靠。
在2013年3月31日前，此站是無人車站，當時也沒有自動售票機，因此此站不可購買任何車票。乘客若乘坐特急列車，需向車長購買車票。乘客若乘坐一人控制列車，乘車時需領取整理券，然後在下車站支付車費。現時當售票櫃售關閉或休息時，也是同樣處理。在每年8月7日舉行神明之煙花大會時，此站設有臨時櫃臺售賣車票，同時，此站設有臨時列車以此站為終點站和從此站出發。
曾經急行富士川號通過此站並停靠鄰站市川本町站，隨著急行列車升級至特急，而此站翻新了車站大樓後，便為改停靠此站。

### 月台
| 月台 | 路線   | 上下行 | 方向           | 備註                  |
| ---- | ------ | ------ | -------------- | --------------------- |
| 1    | 身延線 | 下行   | 甲府方向       | 部分列車在2號月台出發 |
| 2    | 身延線 | 上行   | 身延、富士方向 | 部分列車在1號月台出發 |

## 使用狀況
以下為近年1日乘車人次列表：
| 乘車人次變化 | 乘車人次變化     | 乘車人次變化 |
| 年度         | 1日平均 乘車人次 |              |
| ------------ | ---------------- | ------------ |
| 2006         | 533              |              |
| 2007         | 543              |              |
| 2008         | 582              |              |
| 2009         | 544              |              |
| 2010         | 536              |              |
| 2011         | 493              |              |
| 2012         | 489              |              |
| 2013         | 546              |              |
| 2014         | 533              |              |
| 2015         | 539              |              |
| 2016         | 523              |              |
| 2017         | 491              |              |

## 車站周邊
車站位於市川市區西邊。在車站北邊500米處設有笛吹川和釜無川。兩河川在鰍澤口站附近匯合，匯合後的河川名為富士川。
- 高田簡易郵局
- 西八代地方振興事務所
- 國土交通省甲府河川國道事務所富士川上流出張所
- 鰍澤警署（日语：鰍沢警察署）市川分廳舍（舊市川警署）
- 流通寺
- 國道140號

## 巴士路線
在山梨交通巴士路線取消後數年之間，沒有巴士路線途經市川大門站。在2006年起，於河川對面岸的富士川町（當時為增穗町）委托了山交市鎮客車，開設了富士川町社區巴士（當時為增穗町社區巴士），連接此站經增穗商業高校前往鰍澤口站。巴士路線只於平日早上和黃昏，以及只限增穗商業高校的上學日。巴士路線可使用Suica和PASMO等交通系IC卡。富士川町社區巴士的巴士站是在站前200米處。另外，除了市川大門站和鰍澤口站外，市川三鄉町內沒有其他巴士站。

## 相鄰車站
東海旅客鐵道（JR東海）
 身延線
- 特急「富士川」停車站

鰍澤口－市川大門－市川本町

## 注腳
1. 1 2 3 4 5 6  曾根悟（監修）. 朝日新聞出版分冊百科編集部（編集） , 编. . 週刊 歴史でめぐる鉄道全路線 国鉄・JR (朝日新聞出版). 2009-07-26, (3): 22–23 （日语）.
2. 1 2 3 4  . 讀賣新聞 (讀賣新聞社). 2013-04-02: 29 （日语）.
3. ↑  交通、医療サービス復活　市川大門駅を有人化、富士ケ嶺に診療所 （页面存档备份，存于）（日語） - 山梨日日新聞，2013年4月2日。
4. ↑  交通新聞社《JR時刻表》2015年8月號
5. 1 2  用車站時間表的方向資訊。詳情參見JR東海官方網站的各站時間表 （页面存档备份，存于）（截至2015年1月）。
6. ↑  「山梨縣統計年鑑」